# Sean Lennon
Sean Ono Taro Lennon (* 9. října 1975, New York) je americký hudebník. Je jedním ze dvou synů Johna Lennona a jeho matkou je Yoko Ono.

## Biografie
Sean se narodil v den narozenin svého otce. Po jeho narození si John Lennon „dal pauzu“ a uzavřel se před okolním světem, věnoval se pouze Seanovi a staral se o domácnost. Vynahrazoval tím to, co zameškal při narození prvního syna Juliana v roce 1963, kdy začínala beatlemánie. Yoko Ono převzala obchodní povinnosti a chodila do práce. Až v srpnu 1980 začal Lennon znovu skládat hudbu a natáčet písně.
Po smrti Johna Lennona (8. prosince 1980) začal Sean studovat internátní školu ve Švýcarsku. Do hudebního světa se Sean dostává v osmi letech na albu své matky. Ve třinácti letech se objevil ve videoklipu Michaela Jacksona Moonwalker. Na začátku 90. let se objevil na albu Lennyho Kravitze. Také založil vlastní skupinu IMA, která debutovala jako doprovodná skupina na albu Yoko Ono Rising i turné v roce 1995.
První album Into the Sun natočil v roce 1998 společně se členem Beastie Boys Adamem Yauchem a odjel i na první světové turné. 6. února 2007 odehrál koncert v pražském Lucerna Music Baru.
Sean Lennon se projevil jako všestranný hudebník, kromě zpěvu hraje na kytaru, basovou kytaru, bicí, perkuse a klavír.

## Diskografie

### Studiová alba
- Into the Sun (1998)
- Half Horse, Half Musician (EP) (1999)
- Friendly Fire (2006)